# 弗拉斯季米尔·拉达-萨扎夫斯基
弗拉斯季米尔·拉达-萨扎夫斯基（捷克語：Vlastimil Lada-Sázavský，1886年3月31日—1956年4月22日），捷克男子击剑运动员。他曾代表捷克参加1908年夏季奥林匹克运动会击剑比赛，获得男子团体佩剑铜牌。

## 家庭
哥哥奥塔卡尔·拉达。